# Državna cesta D56
Die Državna cesta D56 (kroatisch für ,Nationalstraße D56‘) ist eine Nationalstraße in Kroatien. Die Straße nimmt ihren westlichen Anfang an der Državna cesta D8 (Jadranska Magistrala) bei Islam Latinski, folgt dann in etwa parallel der Autocesta A1 über Benkovac (dort Kreuzung mit der Državna cesta D27) und führt weiter nach Bribirske Mostine, wo sie die von Knin kommende Državna cesta D59 kreuzt. Die D56 setzt sich nach Skradin im Nationalpark Krka fort und überschreitet die Krka. Rund 8 km südöstlich von Skradin trifft sie auf die Državna cesta D33 und verläuft für 19 km gemeinsam mit dieser bis Drniš. Dort zweigt sie von der D33 in südöstlicher bis östlicher Richtung ab und führt, zunächst durch das Petrovo Polje, nach Sinj, wo sie auf die Državna cesta D1 trifft und an dieser endet.
Die Länge der Straße beläuft sich auf 122,5 km.